# Fernando Cajías
Fernando Cajías de la Vega (La Paz, 28 de febrero de 1949) es un historiador, abogado, escritor, catedrático y político boliviano. Fue el prefecto del Departamento de La Paz desde 1989 hasta 1991, durante el gobierno del presidente Jaime Paz Zamora y fue también diputado desde 1985 hasta 1989, durante el cuarto gobierno del presidente Víctor Paz Estenssoro.

## Trayectoria

### Historiador
Nació el 28 de febrero de 1949 en la ciudad de La Paz. Es hijo del historiador y expresidente de la Corte Nacional Electoral de Bolivia Huáscar Cajías y Beatriz de la Vega, hermana del escritor Julio de la Vega. Es el mayor de diez hermanos, muchos de ellos artistas, historiadores, escritores y ministros: Dora  Beatriz, Guadalupe, Francisco, Magdalena, Huascar, Marta Teresa, Pedro e Isabel Cajías de la Vega.
Es Doctor Honoris Causa de Universidad Mayor de San Andrés, Doctor en Historia de América de Universidad de Sevilla, Licenciado en Historia, en Derecho y Ciencias Políticas, Docente, Investigador y Conferencista.
Pertenece a la Sociedad Boliviana de Historia, la Academia Boliviana de Historia, al Directorio de la Cinemateca Boliviana, y es Miembro Correspondiente de las Academias de Historia de Argentina, Colombia y Venezuela. Recibió el premio Alcides Arguedas, al mejor estudiante de Historia de la Universidad Mayor de San Andrés (1976), la Distinción del Ministerio de Relaciones Exteriores de Bolivia por su aporte al estudio del problema marítimo (1979), la Condecoración del Gobierno de Francia por su aporte a la  cultura (1991), varias distinciones de ciudades y pueblos de Bolivia, así como la Distinción Mérito Cultural del Ministerio de Educación y Cultura por Promoción a la Cultura (1999), y la Medalla de Honor al Mérito Cívico otorgado por la Prefectura de La Paz (2000).
Fue catedrático y director de tesis de la Universidad Mayor de San Andrés de Bolivia y la Universidad Católica Boliviana San Pablo, así como profesor invitado en otras universidades nacionales y extranjeras en cursos de pregrado y postgrado. En 2025 se retiró de la docencia universitaria.
Dicta clases en Cultura Boliviana, Arte Universal, Gestión del Patrimonio, Patrimonio Cultural, Historia del Arte Boliviano, Políticas y legislación Culturales.
Además, ocupó cargos como Investigador en el Instituto de Estudios Bolivianos de la UMSA, Jefe de Investigaciones del Instituto Nacional de Historia y Literatura, dependiente del Instituto Boliviano de Cultura, Director del Instituto Nacional de Historia y Literatura, dependiente del Instituto Boliviano de Cultura, Secretario General de la Universidad Mayor de San Andrés, Director Ejecutivo del Instituto Boliviano de Cultura y Decano de la Facultad de Humanidades y Ciencias de la Educación de la Universidad Mayor de San Andrés,

### Vida política
En el año 1977 empezó a militar en el partido del Movimiento de Izquierda Revolucionaria (MIR) de Jaime Paz Zamora. El año 1981 fue exiliado a Panamá por el gobierno dictatorial de Luis García Meza. Con el retorno de la democracia, Cajías volvió a Bolivia. En 1985, fue elegido diputado por La Paz en las filas del  MIR. Ocupó el cargo de diputado hasta el año 1989. En 1989 el presidente de Bolivia Jaime Paz Zamora lo nombró prefecto del Departamento de La Paz, ocupando el cargo desde 1989 hasta 1991. Su gestión prefectural se caracterizó por el impulso que le dio a las actividades culturales y la revalorización de las tradiciones paceñas y bolivianas. En 1992, fue nombrado como embajador de Bolivia en España, cargo que ocupó hasta 1993. El año 1993, fue postulado por el  MIR a la alcaldía de la ciudad de La Paz ganando la concejalía con el 3,9%. En 2004, el gobierno del presidente Carlos Mesa, lo nombró viceministro de Culturas, cargo que ocupó hasta el año 2005.

## Obras
- Guía de Tiwanaku, Guaqui, Taraco, Cuna. La Paz, 2014.
- La plaza y región de Churubamba San Sebastián, TECNOPOR. La Paz, 2010.
- Recuperando nuestra identidad, historia del municipio de Colcha “K”,  Gobierno Municipal de Colcha “K”. Potosí, 2009.
- Historia Colonial de La Paz, Colección Bicentenario. Tomo 2. Editorial Santillana y La Razón. La Paz 2009.
- Entrada Folklórica Universitaria: historia, protagonistas, testimonios y documentos, Colección Fiesta Popular Paceña. Tomo 2. Instituto de Estudios Bolivianos de la Facultad de Humanidades, Universidad Mayor de San Andrés y la Fundación “Huáscar Cajías”.  La Paz 2009.
- Chile-Bolivia, Bolivia-Chile, 1820-1930 Universidad Mayor de San Andrés de La Paz, Bolivia y Pontificia Universidad Católica de Valparaíso, Chile. La Paz, Valparaíso 2008.
- La Paz. Historia de contrastes, Fundación Nuevo Norte. La Paz, 2007.
- Oruro 1781: Sublevación de indios y rebelión criolla,  Instituto Francés de Estudios Andinos, Instituto de Estudios Bolivianos, ASDI- SAREC. La Paz, 2004.
- Así se enseña la historia para la integración y la cultura de la paz, Convenio Andrés Bello. Bogotá, 1999.
- Historia de Bolivia,  Enciclopedia Aula. Madrid, 1996.
- La historia de Bolivia y la historia de la coca,  Centro Italiano di Solidarieta. Roma, 1994.
- Realizando el futuro, Corporación Andina de Fomento.  Bogotá, 1988.
- La Provincia de Atacama, 1825-1842,  Instituto Boliviano de Cultura. La Paz, 1977.